# Urcuit
Urcuit [yʁkɥit] est une commune française située dans le département des Pyrénées-Atlantiques, en région Nouvelle-Aquitaine.
Le gentilé est Urcuitois (ou Urketar en basque).

## Géographie

### Localisation
La commune d'Urcuit se trouve dans le département des Pyrénées-Atlantiques, en région Nouvelle-Aquitaine.
Elle se situe à 106 km par la route de Pau, préfecture du département, à 14 km de Bayonne, sous-préfecture, et à 9,3 km de Mouguerre, bureau centralisateur du canton de Nive-Adour dont dépend la commune depuis 2015 pour les élections départementales.
La commune fait en outre partie du bassin de vie de Bayonne.
Les communes les plus proches sont : 
Briscous (2,9 km), Saint-Barthélemy (3,2 km), Urt (3,8 km), Lahonce (4,4 km), Mouguerre (6,7 km), Saint-Martin-de-Seignanx (7,5 km), Saint-Laurent-de-Gosse (7,6 km), Biaudos (7,7 km).
Sur le plan historique et culturel, Urcuit fait partie de la province du Labourd, un des sept territoires composant le Pays basque,. Le Labourd est traversé par la vallée alluviale de la Nive et rassemble les plus beaux villages du Pays basque. Depuis 1999, l'Académie de la langue basque ou Euskalzaindia divise le territoire du Labourd en six zones,. La commune est dans la zone Lapurdi Beherea (Bas-Labourd). au centre-nord de ce territoire

### Communes limitrophes
Les communes limitrophes sont Urt, Saint-Martin-de-Seignanx, Briscous, Lahonce, Mouguerre et Saint-Barthélemy.
|           | Saint-Martin-de-Seignanx (Landes) | Saint-Barthélemy (Landes, (sur 50 m) |
| Lahonce   | Urcuit                            | Urt                                  |
| Mouguerre | Briscous                          |                                      |

### Hydrographie
La commune est drainée par l'Adour, l'Ardanavy, Ur Handia, un bras de l'Adour, le canal de la Traverse, l’Estey de Naciet, le ruisseau d'Alçouet, le ruisseau de Condistéguy, et par divers petits cours d'eau, constituant un réseau hydrographique de 20 km de longueur totale,.
L'Adour, d'une longueur totale de 308,8 km, prend sa source dans le massif pyrénéen du pic du Midi de Bigorre, au col du Tourmalet (Hautes-Pyrénées) et se jette dans l'océan Atlantique après Bayonne, à Tarnos (Landes) pour la rive droite et Anglet (Pyrénées-Atlantiques) pour la rive gauche. Il longe la commune sur son flanc nord.
L'Ardanavy, d'une longueur totale de 25,7 km, prend sa source dans la commune d'Hasparren et s'écoule du sud vers le nord. Il traverse la commune et se jette dans l'Adour sur le territoire communal, après avoir traversé 6 communes.

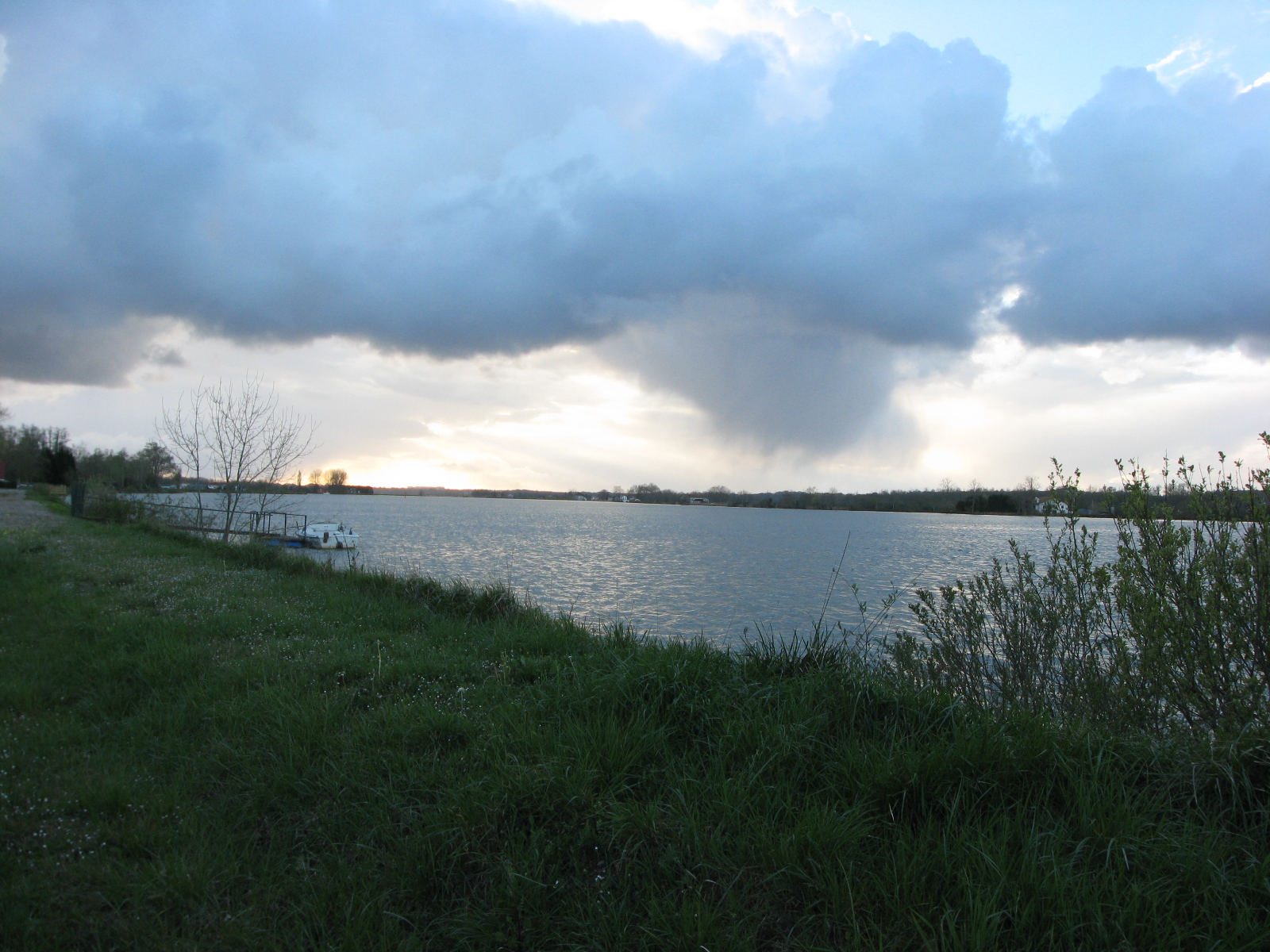
rives de l'Adour.
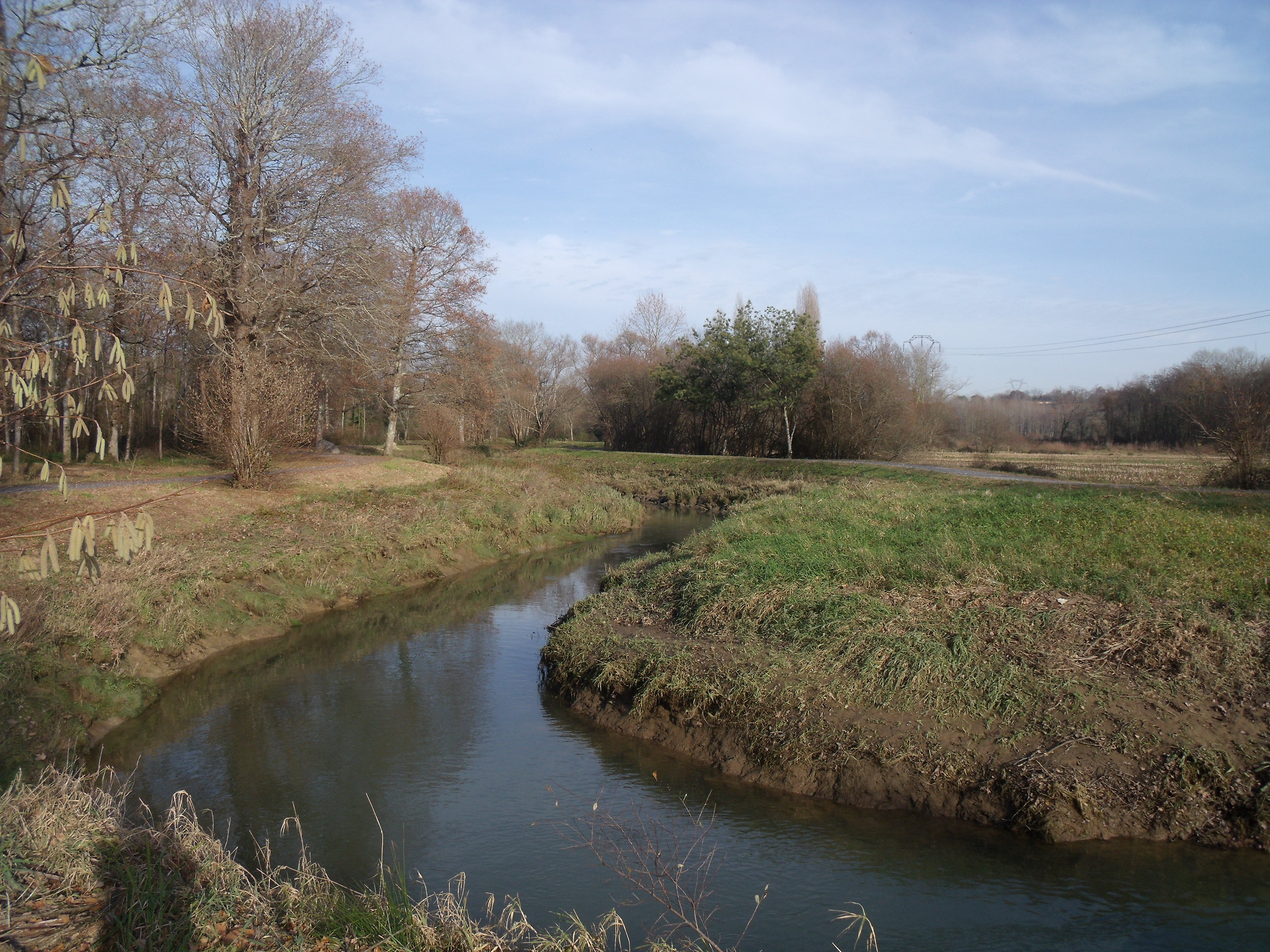
L'Ardanavy au niveau d'Urcuit (rive gauche).
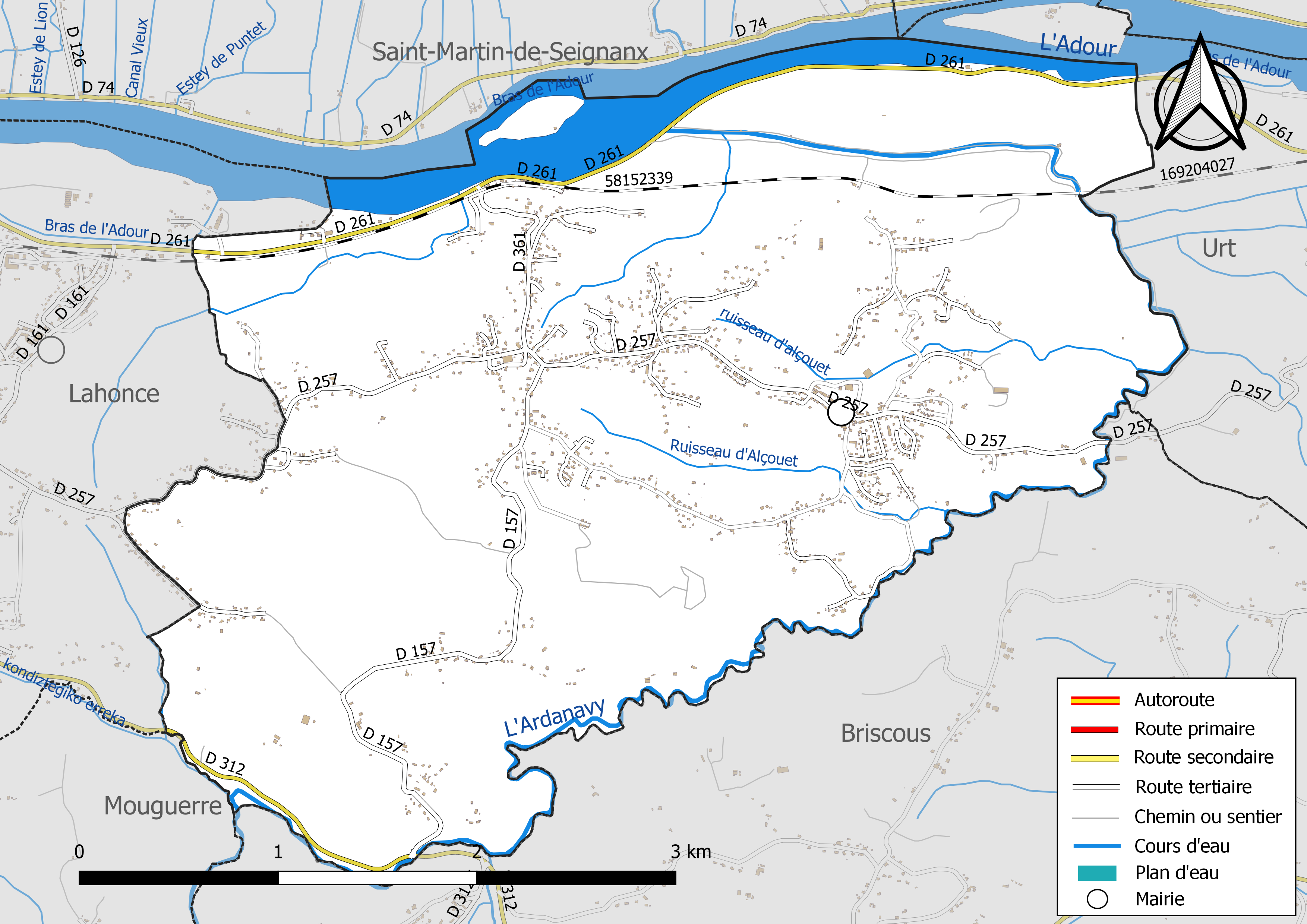
Réseaux hydrographique et routier d'Urcuit

### Climat
Pour des articles plus généraux, voir Climat de la Nouvelle-Aquitaine et Climat des Pyrénées-Atlantiques.
Historiquement, la commune est exposée à un micro climat océanique basque.  
En 2020, Météo-France publie une typologie des climats de la France métropolitaine dans laquelle la commune est exposée à un climat de montagne et est dans la région climatique Pyrénées atlantiques, caractérisée par une pluviométrie élevée (>1 200 mm/an) en toutes saisons, des hivers très doux (7,5 °C en plaine) et des vents faibles.
Pour la période 1971-2000, la température annuelle moyenne est de 14 °C, avec une amplitude thermique annuelle de 13,2 °C. Le cumul annuel moyen de précipitations est de 1 403 mm, avec 13,2 jours de précipitations en janvier et 8,3 jours en juillet. Pour la période 1991-2020, la température moyenne annuelle observée sur la station météorologique la plus proche, située sur la commune de Saint-Martin-de-Hinx à 12 km à vol d'oiseau, est de 14,2 °C et le cumul annuel moyen de précipitations est de 1 410,1 mm,. Pour l'avenir, les paramètres climatiques de la commune estimés pour 2050 selon différents scénarios d’émission de gaz à effet de serre sont consultables sur un site dédié publié par Météo-France en novembre 2022.

### Milieux naturels et biodiversité

#### Réseau Natura 2000
Le réseau Natura 2000 est un réseau écologique européen de sites naturels d'intérêt écologique élaboré à partir des Directives « Habitats » et « Oiseaux », constitué de zones spéciales de conservation (ZSC) et de zones de protection spéciale (ZPS).
Deux sites Natura 2000 ont été définis sur la commune au titre de la « directive Habitats », : 
- « l'Adour », d'une superficie de 3 565 ha, un site important pour les poissons migrateurs, l'Angélique des estuaires (espèce endémique) et le Vison d'Europe[26] ;
- « l'Ardanavy (cours d'eau) », d'une superficie de 626 ha, un cours d'eau des coteaux sud de l'Adour[27] ;

et une au titre de la « directive Oiseaux », : 
- les « barthes de l'Adour », d'une superficie de 15 617 ha, un site de vallées inondables à forte diversité animale et végétale[28].

#### Zones naturelles d'intérêt écologique, faunistique et floristique
L’inventaire des zones naturelles d'intérêt écologique, faunistique et floristique (ZNIEFF) a pour objectif de réaliser une couverture des zones les plus intéressantes sur le plan écologique, essentiellement dans la perspective d’améliorer la connaissance du patrimoine naturel national et de fournir aux différents décideurs un outil d’aide à la prise en compte de l’environnement dans l’aménagement du territoire.
Une ZNIEFF de type 1 est recensée sur la commune, : 
le « lit mineur et berges de l'adour, des gaves réunis et du Luy » (1 292,03 ha), couvrant 35 communes dont 28 dans les Landes et 7 dans les Pyrénées-Atlantiques et quatre ZNIEFF de type 2,, : 
- « l'Adour d'Aire-sur-l'Adour à la confluence avec la Midouze, tronçon des saligues et gravières » (2 324,27 ha), couvrant 63 communes dont 54 dans les Landes et 9 dans les Pyrénées-Atlantiques[31] ;
- « l'Adour de la confluence avec la Midouze à la confluence avec la Nive, tronçon des barthes » (13 349,18 ha), couvrant 59 communes dont 52 dans les Landes et 7 dans les Pyrénées-Atlantiques[32] ;
- « les barthes de la rive gauche de l'Adour » (991,02 ha), couvrant 4 communes du département[33];
- le « réseau hydrographique et vallée de l'Ardanavy » (679,96 ha), couvrant 12 communes du département[34].

## Urbanisme

### Typologie
Au 1er janvier 2025, Urcuit est catégorisée commune rurale à habitat dispersé, selon la nouvelle grille communale de densité à sept niveaux définie par l'Insee en 2022.
Elle appartient à l'unité urbaine de Bayonne (partie française), une agglomération internationale regroupant 28  communes, dont elle est une commune de la banlieue,,. Par ailleurs la commune fait partie de l'aire d'attraction de Bayonne (partie française), dont elle est une commune de la couronne,. Cette aire, qui regroupe 56 communes, est catégorisée dans les aires de 200 000 à moins de 700 000 habitants,.

### Occupation des sols

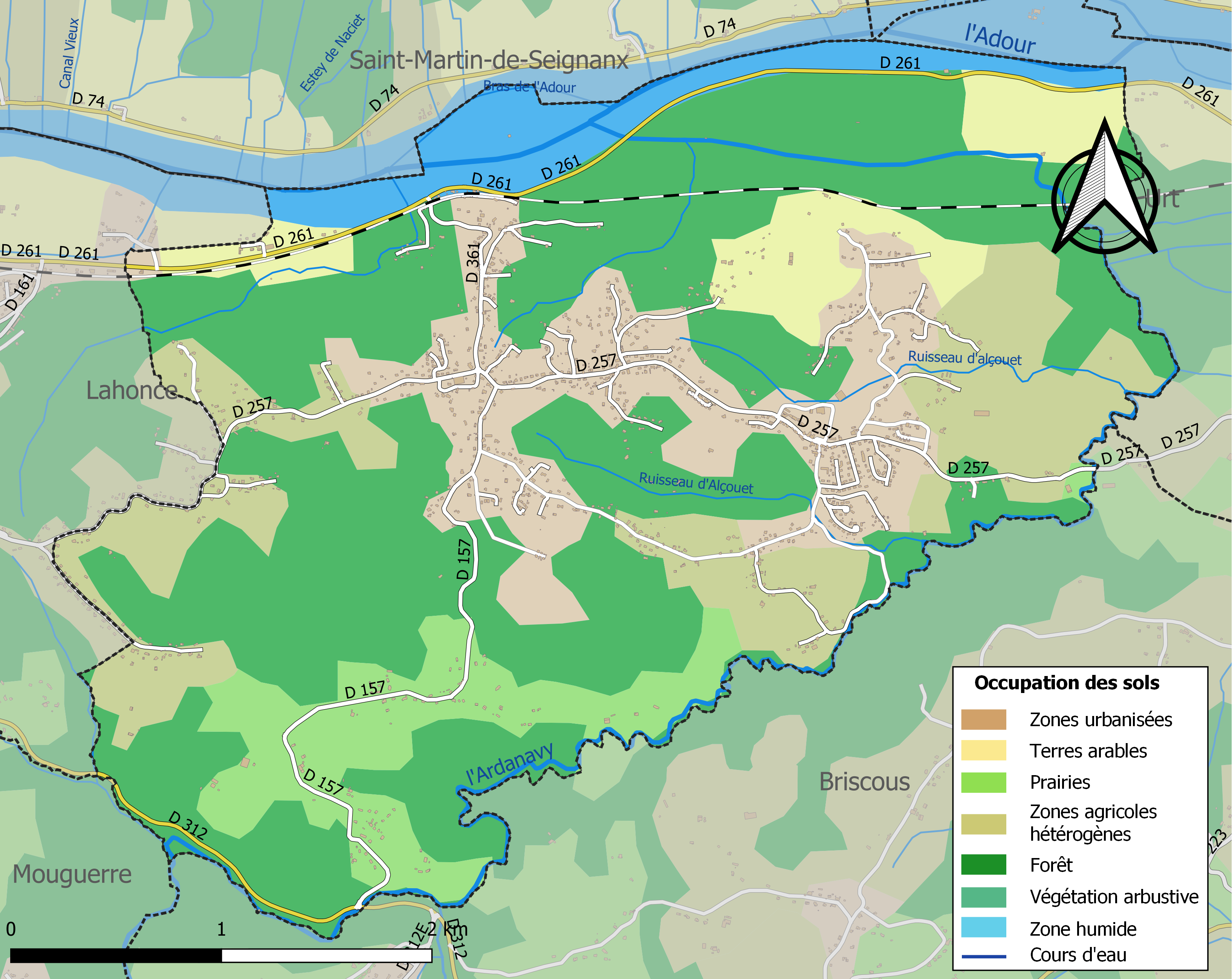
Carte des infrastructures et de l'occupation des sols de la commune en 2018 (CLC).

L'occupation des sols de la commune, telle qu'elle ressort de la base de données européenne d’occupation biophysique des sols Corine Land Cover (CLC), est marquée par l'importance des forêts et milieux semi-naturels (48,5 % en 2018), en diminution par rapport à 1990 (53,1 %). La répartition détaillée en 2018 est la suivante : 
forêts (48,5 %), zones urbanisées (15,4 %), zones agricoles hétérogènes (15 %), prairies (8,7 %), terres arables (6,4 %), eaux continentales (6 %). L'évolution de l’occupation des sols de la commune et de ses infrastructures peut être observée sur les différentes représentations cartographiques du territoire : la carte de Cassini (XVIIIe siècle), la carte d'état-major (1820-1866) et les cartes ou photos aériennes de l'IGN pour la période actuelle (1950 à aujourd'hui).

### Lieux-dits et hameaux
Sur le cadastre napoléonien de 1831, la commune est divisée en quatre sections :
- le Port ;
- Labourgade ;
- Laplace ;
- Chatorteguy.

### Voies de communication et transports

#### Routes
Urcuit est desservi par les routes départementales D 157, D 257, D 281 et D 312.

#### Sentiers de randonnée pédestre

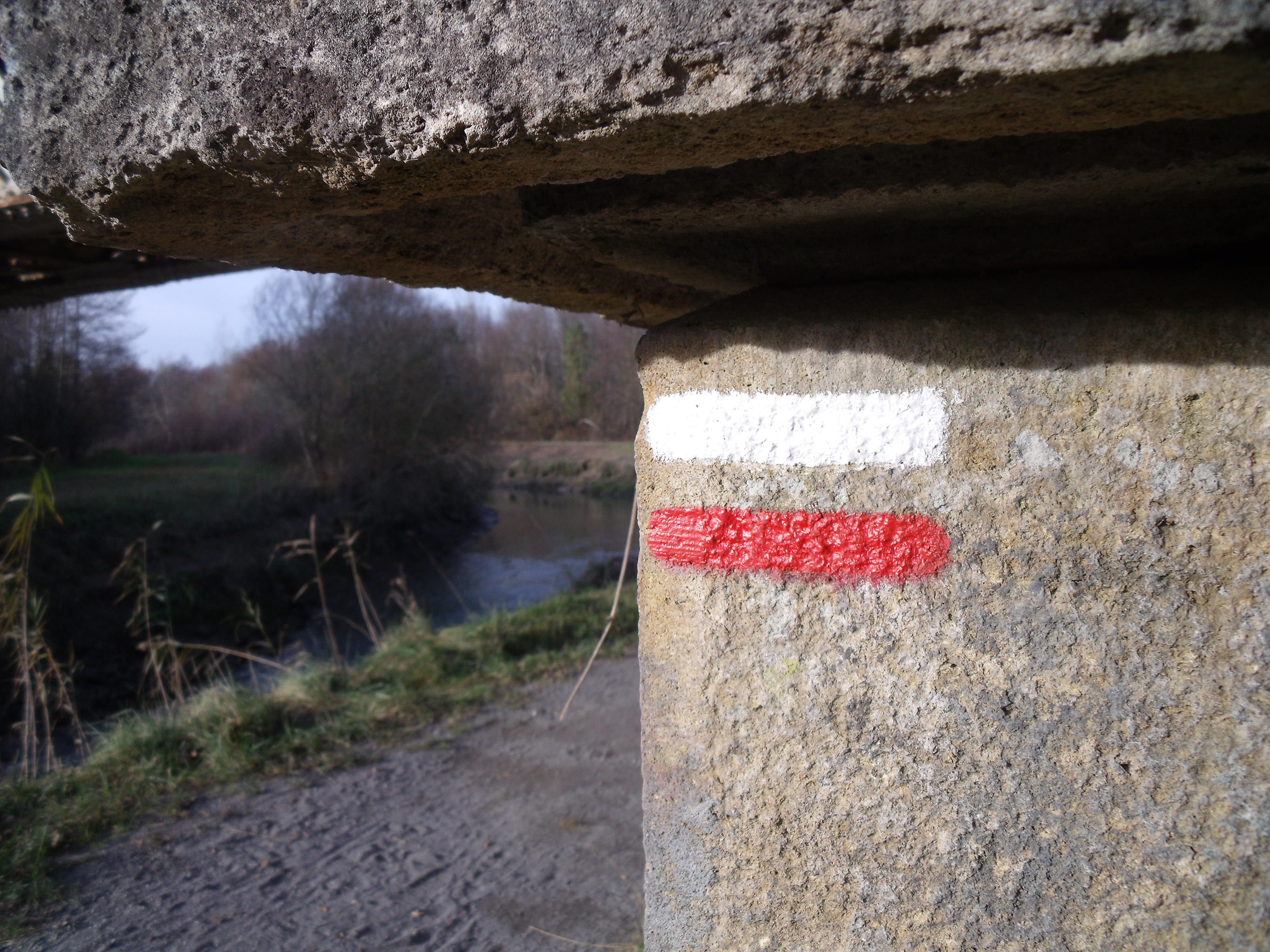
Le GR 8 au niveau du pont d'Urcuit.

Urcuit est traversé par le sentier de grande randonnée 8 (GR 8) d'est en ouest.

### Risques majeurs
Le territoire de la commune d'Urcuit est vulnérable à différents aléas naturels : météorologiques (tempête, orage, neige, grand froid, canicule ou sécheresse), inondations, mouvements de terrains et séisme (sismicité modérée). Il est également exposé à un risque technologique,  le transport de matières dangereuses. Un site publié par le BRGM permet d'évaluer simplement et rapidement les risques d'un bien localisé soit par son adresse soit par le numéro de sa parcelle.

#### Risques naturels
Certaines parties du territoire communal sont susceptibles d’être affectées par le risque d’inondation par une crue à  débordement lent de cours d'eau, notamment l'Adour et l'Ardanavy. La commune a été reconnue en état de catastrophe naturelle au titre des dommages causés par les inondations et coulées de boue survenues en 1982, 1983, 1992, 1995, 2009, 2010, 2014 et 2018,.
Les mouvements de terrains susceptibles de se produire sur la commune sont des affaissements et effondrements liés aux cavités souterraines (hors mines). Afin de mieux appréhender le risque d’affaissement de terrain, un inventaire national permet de localiser les éventuelles cavités souterraines sur la commune.

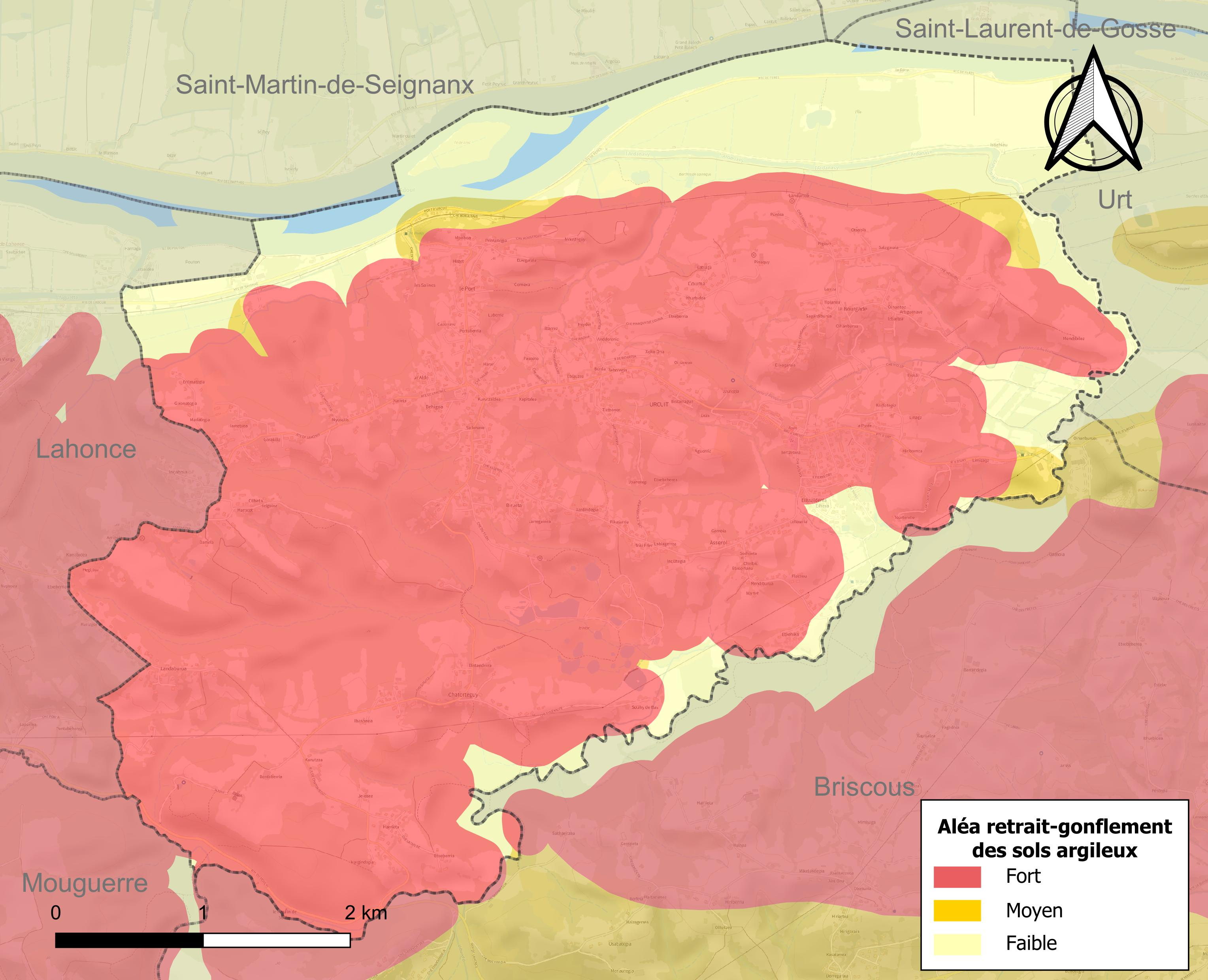
Carte des zones d'aléa retrait-gonflement des sols argileux d'Urcuit.

Le retrait-gonflement des sols argileux est susceptible d'engendrer des dommages importants aux bâtiments en cas d’alternance de périodes de sécheresse et de pluie. 79,1 % de la superficie communale est en aléa moyen ou fort (59 % au niveau départemental et 48,5 % au niveau national). Depuis le 1er octobre 2020, en application de la loi ELAN, différentes contraintes s'imposent aux vendeurs, maîtres d'ouvrages ou constructeurs de biens situés dans une zone classée en aléa moyen ou fort,.

## Toponymie

### Attestations anciennes
Le toponyme Urcuit apparaît sous les formes 
Auricocta (1083), 
Orcuit (1120), 
Auricocto (1170), 
Auricoctus, Orquuit, Sanctus-Stephanus de Auricocta et Orcuit (respectivement 1186 pour les deux premières formes, XIIe siècle et 1233, cartulaire de Bayonne), 
Orquet, Orcuit et Orquieta (1249) et 
Le Laurier (1793).

### Étymologie
Jean-Paul Orpustan indique que la forme Auricocto, littéralement « or cuit » n'est qu'une extraordinaire fausse latinisation et qu'il est peu probable qu'elle ait pu influer sur la forme officielle moderne.

### Autres toponymes
Le toponyme Souhit apparaît sous la forme Suhi (1693, collations du diocèse de Bayonne).

### Graphie en langues locales
Son nom basque actuel est Urketa et son nom occitan gascon est Urcueit.

## Histoire
Paul Raymond note que l'église d'Urcuit dépendait de l'abbaye de Lahonce.

## Héraldique
| Blason | Blasonnement : Tranché de sinople et de gueules chargé chacun de trois oiseaux d'argent volants de face rangés en pal, au chef d'argent à la couronne antique voûtée cousue d'or issante du chef surmontée des initiales de sable URKETA et à la champagne cousue d'azur chargée d'un saumon contourné d'argent. |

## Politique et administration

### Liste des maires
| Période                                  | Période   | Identité             | Étiquette | Qualité                                              |
| ---------------------------------------- | --------- | -------------------- | --------- | ---------------------------------------------------- |
| mars 1977                                | juin 1995 | Henri Placé          | RPR       | Conseiller général du canton de Saint-Pierre-d'Irube |
| juin 1995                                | mars 2001 | Michel Irigaray      |           |                                                      |
| mars 2001                                | 2020      | Barthélémy Bidégaray | UMP-LR    | Officier retraité                                    |
| 2020                                     | En cours  | Raymond Darricarrère |           |                                                      |
| Les données manquantes sont à compléter. |           |                      |           |                                                      |

### Intercommunalité
Urcuit fait partie de sept structures intercommunales :
- la communauté d'agglomération du Pays Basque ;
- le syndicat d'énergie des Pyrénées-Atlantiques ;
- le syndicat intercommunal de protection des berges de l'Adour maritime et de ses affluents (SIPBAMA) ;
- le syndicat intercommunal pour la gestion du centre Txakurrak.

### Jumelages
Genillé (France).

## Population et société

### Démographie
L'évolution du nombre d'habitants est connue à travers les recensements de la population effectués dans la commune depuis 1793. Pour les communes de moins de 10 000 habitants, une enquête de recensement portant sur toute la population est réalisée tous les cinq ans, les populations de référence des années intermédiaires étant quant à elles estimées par interpolation ou extrapolation. Pour la commune, le premier recensement exhaustif entrant dans le cadre du nouveau dispositif a été réalisé en 2005.

En 2022, la commune comptait 3 006 habitants, en évolution de +24,21 % par rapport à 2016 (Pyrénées-Atlantiques : +3,78 %, France hors Mayotte : +2,11 %).
| 1793 | 1800 | 1806 | 1821 | 1831 | 1836 | 1841  | 1846  | 1851  |
| ---- | ---- | ---- | ---- | ---- | ---- | ----- | ----- | ----- |
| 873  | 751  | 885  | 871  | 930  | 976  | 1 021 | 1 075 | 1 058 |

| 1856  | 1861  | 1866 | 1872 | 1876 | 1881 | 1886 | 1891 | 1896 |
| ----- | ----- | ---- | ---- | ---- | ---- | ---- | ---- | ---- |
| 1 014 | 1 011 | 964  | 945  | 973  | 897  | 850  | 831  | 883  |

| 1901 | 1906 | 1911 | 1921 | 1926 | 1931 | 1936 | 1946 | 1954 |
| ---- | ---- | ---- | ---- | ---- | ---- | ---- | ---- | ---- |
| 954  | 932  | 968  | 846  | 812  | 832  | 768  | 725  | 738  |

| 1962 | 1968 | 1975 | 1982  | 1990  | 1999  | 2005  | 2006  | 2010  |
| ---- | ---- | ---- | ----- | ----- | ----- | ----- | ----- | ----- |
| 769  | 749  | 882  | 1 329 | 1 688 | 1 796 | 1 996 | 2 053 | 2 172 |

| 2015  | 2020  | 2022  | - | - | - | - | - | - |
| ----- | ----- | ----- | - | - | - | - | - | - |
| 2 375 | 2 845 | 3 006 | - | - | - | - | - | - |

La commune fait partie de l'aire d'attraction de Bayonne.

## Économie
L'extraction de sel gemme était encore pratiquée à Urcuit au XXe siècle.
La commune fait partiellement partie de la zone d'appellation de l'ossau-iraty.

## Culture locale et patrimoine

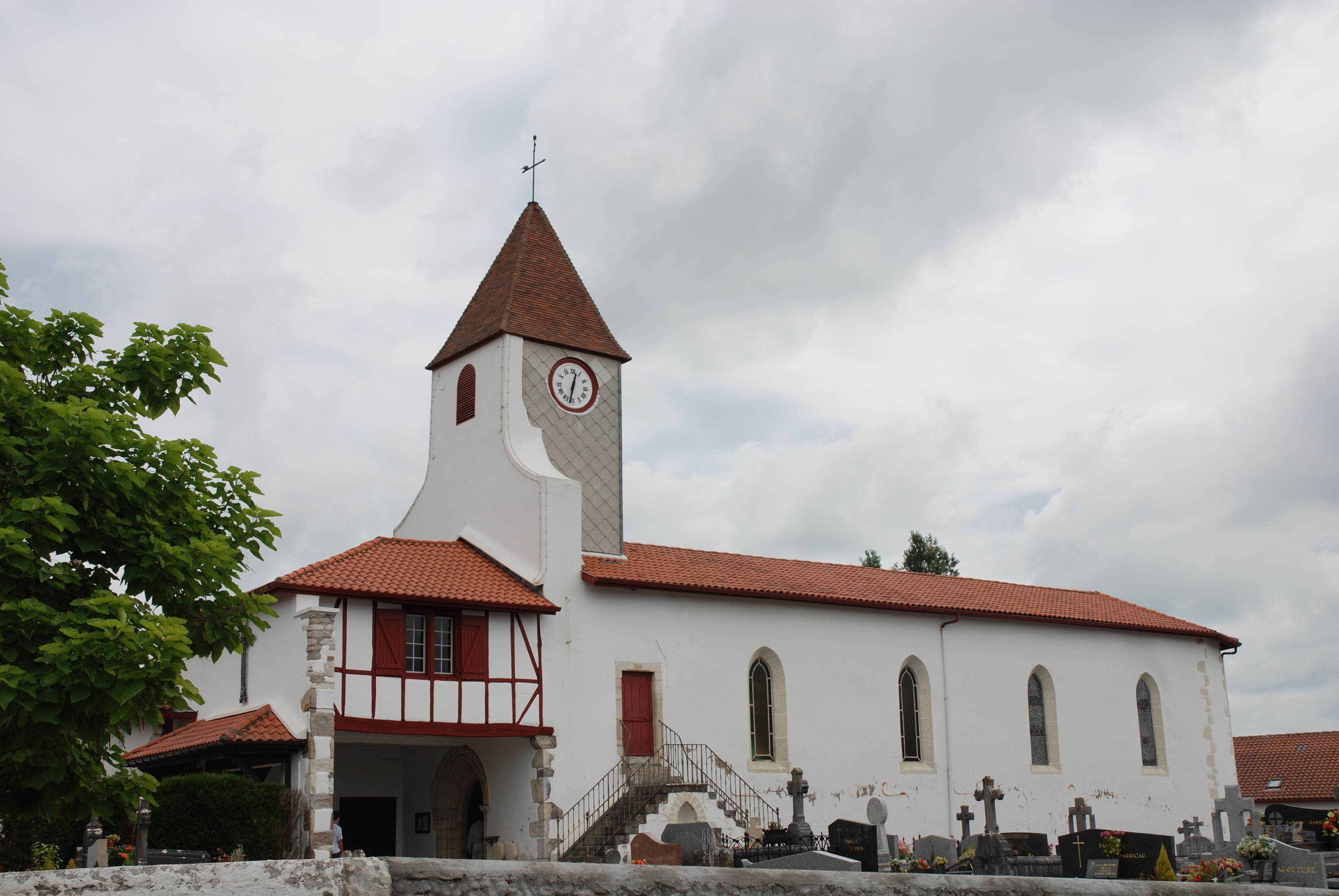
L'église Saint-Étienne.
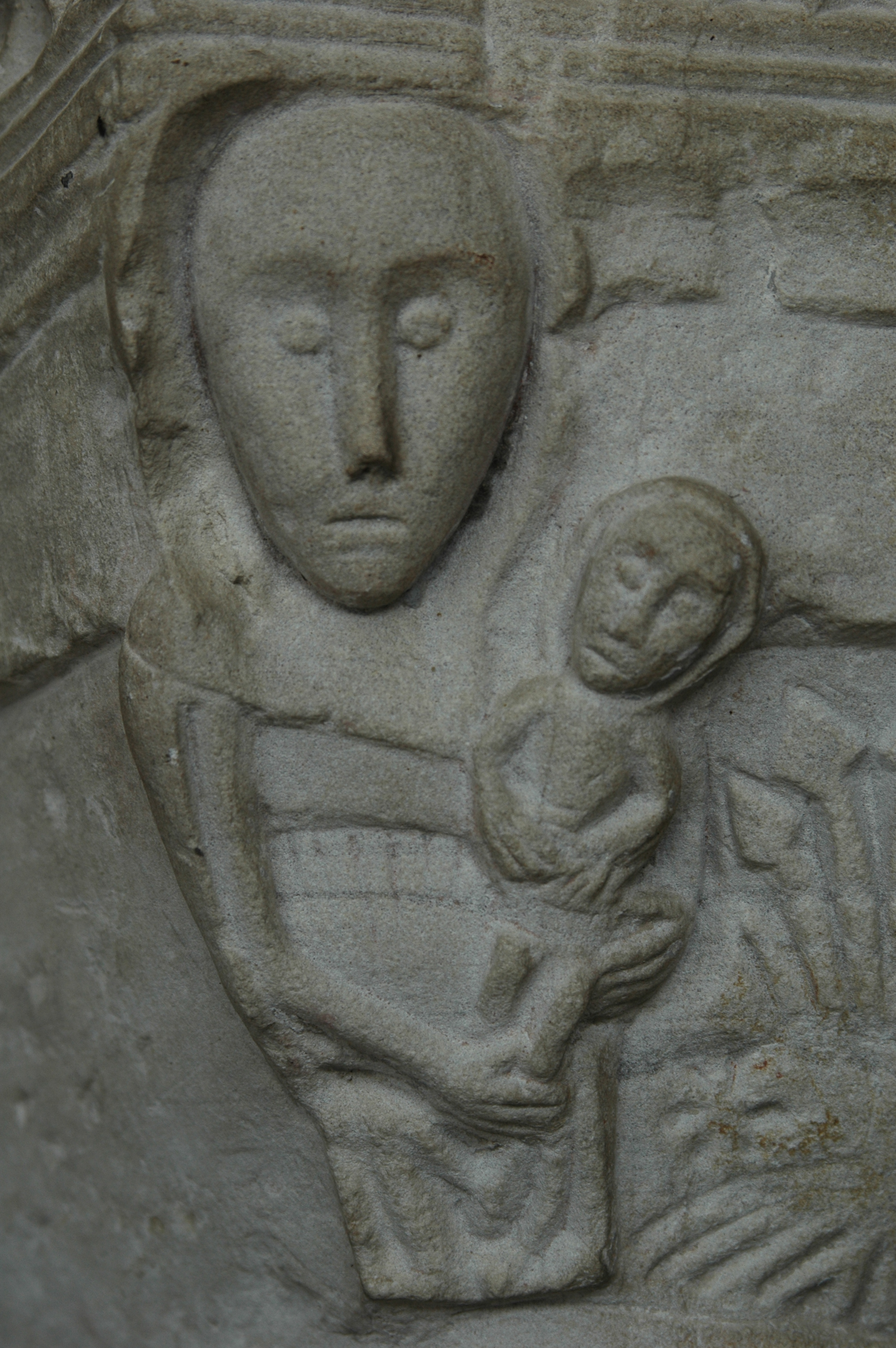
Sculpture sur le fronton de l'église.
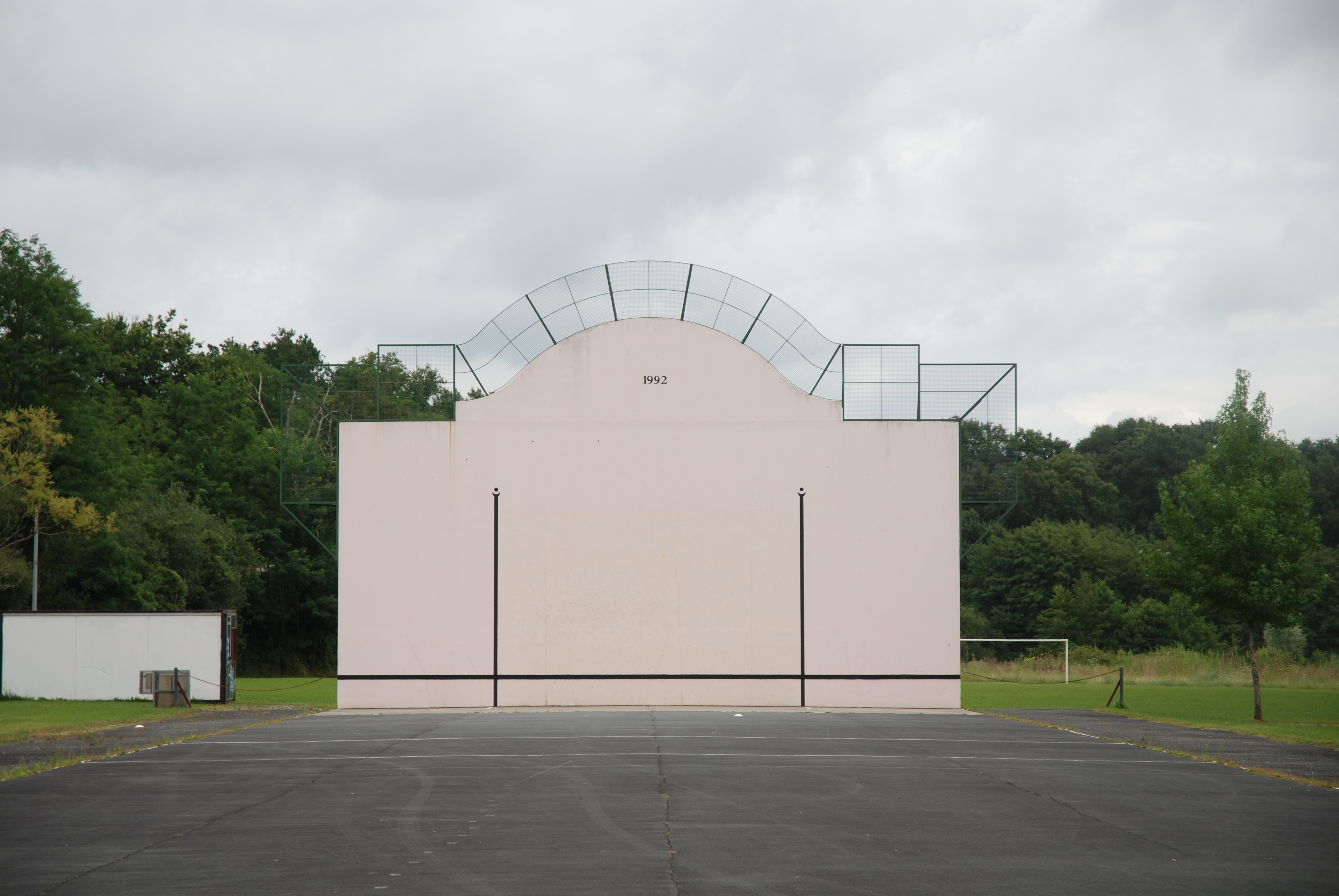
Le fronton place libre.
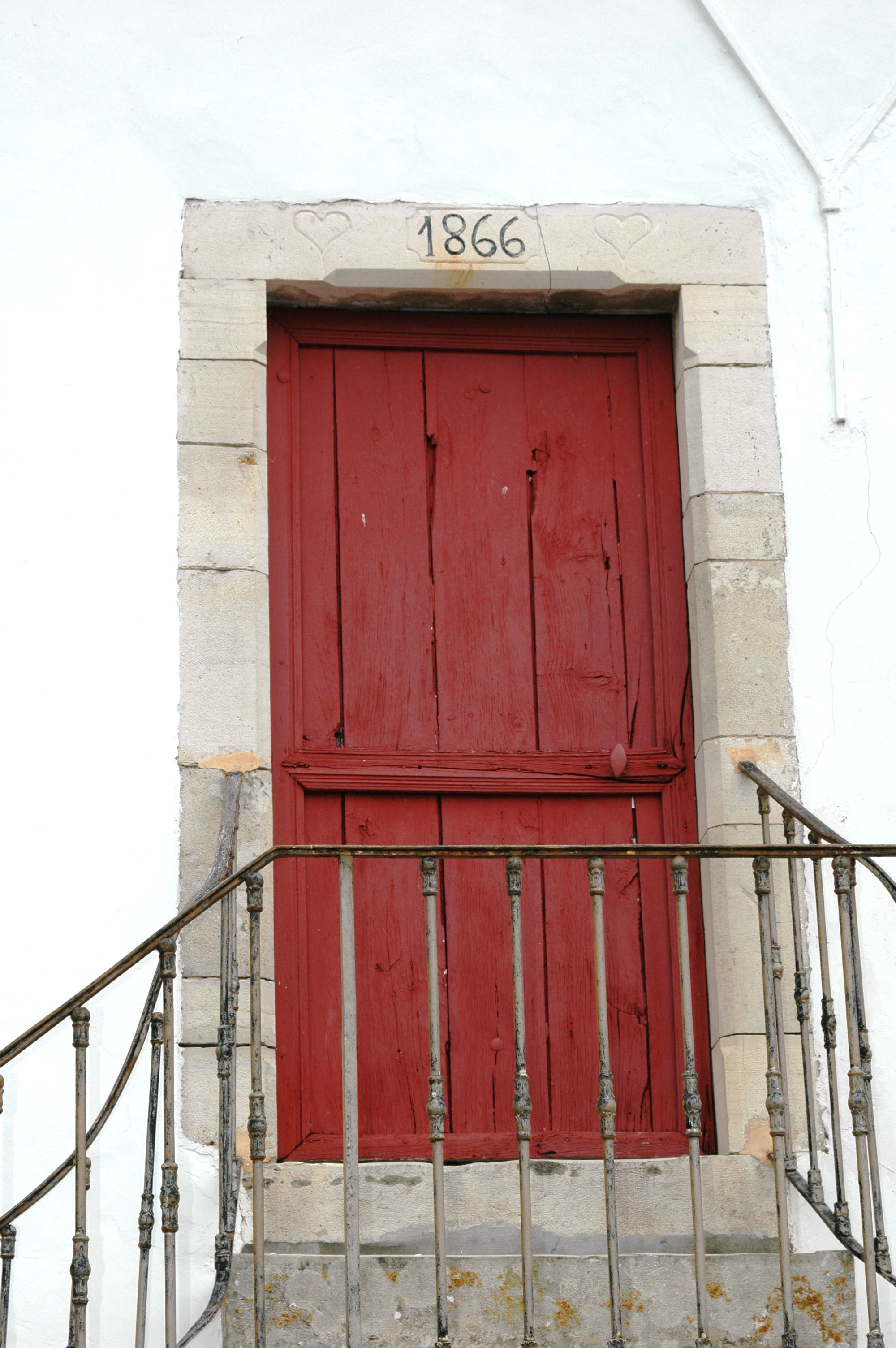
Détail d'une porte ancienne (1866).

### Langues
D'après la Carte des Sept Provinces Basques éditée en 1863 par le prince Louis-Lucien Bonaparte, le dialecte basque parlé à Urcuit et le bas-navarrais oriental.

### Patrimoine civil
- Le château de Souhy date de 1631 ;
- les fermes des lieux-dits Labiaguerre, Indisteguy et Lehaunia datent du XVIIe siècle. Celle du lieu-dit Sallagaray date du XVIIIe siècle ;
- un ancien magasin de commerce du bourg date du XVIIe siècle, tout comme la maison de maître du lieu-dit Jauréguy ;
- le moulin de Souhy, sur l'Ardanavy, date des XVIIe, XVIIIe et XIXe siècles.

### Patrimoine religieux
L'église Saint-Étienne date de 1866. Elle recèle un riche mobilier inventorié par le ministère de la Culture.
Certaines stèles discoïdales datent du XVIIe siècle.
|  |  |

### Personnalités liées à la commune
- Jean Pinatel, criminologue et professeur français né le 9 juin 1913 à Urcuit et mort le 3 avril 1999 à Biarritz.
- Manex Pagola, auteur compositeur français de plus d'une centaine de chansons basques, né le 28 juin 1941 à Lantabat et mort le 6 juin 2018 à Bayonne, était domicilié à Urcuit.
- Hortense Limouzin, joueuse française de basket-ball née le 1er juillet 1998 à Paris, a grandi à Urcuit.

## Équipements

### Sports et installations sportives
Denek Bat Bayonne Urcuit est un club de basket-ball dont la section masculine a évolué en  NM1 (3e échelon national du championnat français).
L'Ardanavy FC, anciennement Football Club de Lahonce Urcuit Briscous (FCLUB) avant de fusionner avec le club d'Urt, évolue sur les terrains des trois communes ainsi que sur celui de la commune d'Urt,.

### Éducation
Urcuit dispose d'une école primaire.

### Associations
L'association Urketado est chargée du service animation jeunesse de la mairie d’Urcuit.
Le comité des fêtes est une association qui organise chaque année les fêtes d'Urcuit le troisième week-end de juillet.